# Tymoteusz Zimny
Tymoteusz Zimny (né le 14 mars 1998 à Biezdrowo) est un athlète polonais, spécialiste du 400 m.
Il bat son record personnel en juillet 2017 en 46 s 04 et remporte la médaille d'argent aux Championnats d'Europe juniors.